# Anisodonta pseudoscintilla
Anisodonta pseudoscintilla is een tweekleppigensoort uit de familie van de Basterotiidae. De wetenschappelijke naam van de soort is voor het eerst geldig gepubliceerd in 1971 door Ponder.